# 열빙어
열빙어(熱氷魚, Mallotus villosus) 또는 캐펄린(capelin)은 대서양, 태평양, 북극해에서 볼 수 있는 바다빙어과에 속하는 사료어이다.
여름에는 빙붕 모퉁이의 뺵빽한 플랑크톤떼를 먹는다. 더 큰 열빙어는 상당한 양의 크릴과 기타 갑각류를 먹는다. 그 중 웨일, 기각류, 대서양대구, 대서양고등어, 살오징어목, 바닷새가 먹이이며 특히 남쪽으로 이주 중의 산란 기간 중에 그러하다. 열빙어는 2~6세가 되면 모래와 자갈 아래, 모래 해변에 알을 낳으며 산란 후 해변에서 극히 높은 사망율을 보인다. (수컷의 경우 100%에 가깝다) 수컷의 길이는 20 센티미터이며 암컷은 최대 25.2센티미터에 이른다. 등은 올리브색을 띄고 측면은 회색으로 옅어진다. 수컷은 몸 측면에 불투명한 빛깔의 튀어나온 부분이 있다. 수컷의 배 부분은 알을 낳는 시기에 무지갯빛을 띈다.

## 내용주
1. 1 2  Froese, Rainer; Pauly, Daniel, 편집. (2016년 8월). “Mallotus villosus”. 《Fishbase》.

## 참고 문헌
- Capelin off Iceland: Biology, exploitation and management